# (10336) 1991 PJ12
(10336) 1991 PJ12 è un asteroide della fascia principale esterna. Scoperto nel 1991, presenta un'orbita caratterizzata da un semiasse maggiore pari a 3,050279 UA e da un'eccentricità di 0,153022, inclinata di 8,436972° rispetto all'eclittica. Ha un diametro di 12,452 km e un'albedo di 0,079.
Fa parte della famiglia di asteroidi Emma.